# Karl Aletter
Karl Theophil Christian Aletter (8 de julio de 1906-29 de marzo de 1991) fue un deportista alemán que compitió en remo. Participó en dos Juegos Olímpicos de Verano en los años 1928 y 1932, obteniendo una medalla de plata en Los Ángeles 1932 en la prueba de cuatro sin timonel.

## Palmarés internacional
| Juegos Olímpicos | Juegos Olímpicos             | Juegos Olímpicos | Juegos Olímpicos   |
| Año              | Lugar                        | Medalla          | Prueba             |
| ---------------- | ---------------------------- | ---------------- | ------------------ |
| 1932             | Los Ángeles (Estados Unidos) | Medalla de plata | Cuatro sin timonel |